# Ski de fond aux Jeux olympiques de 2010
Navigation
Turin 2006 Sotchi 2014
Les épreuves de ski de fond aux Jeux olympiques d'hiver de 2010 se sont tenues du 15 au 28 février 2010 au parc olympique de Whistler dans la station de sports d'hiver de Whistler en Colombie-Britannique (Canada). L’épreuve masculine de ski de fond fait partie des épreuves olympiques depuis les premiers Jeux olympiques d’hiver qui ont eu lieu à Chamonix en France en 1924. L’épreuve féminine fait partie des épreuves olympiques depuis Jeux olympiques de 1952 à Oslo.

## Format des épreuves
Aux jeux de Vancouver, il y a 12 épreuves de ski de fond. 6 chez les hommes :
- 30 km poursuite (15 km style classique + 15 km style libre)
- Sprint individuel style classique
- Sprint par équipes style libre
- Relais 4 × 10 km classique/libre
- 15 km individuel style libre
- 50 km départ groupé style classique.

Et également 6 chez les femmes :
- 15 km poursuite (7,5 km style classique + 7,5 km style libre)
- Sprint individuel style classique
- Sprint par équipes style libre
- Relais 4 × 5 km classique/libre
- 10 km individuel style libre
- 30 km départ groupé style classique.

### La poursuite
La poursuite est composée de deux parcours, un en style libre et un en style classique. Pour le départ de l'épreuve, les compétiteurs sont alignés en formation de flèche, les meilleurs étant placés à la pointe (départ groupé). À la moitié du parcours, lorsque le parcours de 15 km (7,5 km chez les femmes) style classique est complété, les compétiteurs doivent changer d'équipement le plus rapidement possible et entreprendre le second parcours. Le gagnant est celui qui franchit le premier la ligne d’arrivée.

### Sprint individuel
L'épreuve de sprint individuel, d'une distance de 1,4 km chez les hommes et de 1,2 km chez les femmes, débute par une qualification dans laquelle les fondeurs s'élancent toutes les 15 secondes. Dans cette qualification sont sélectionnés les 30 meilleurs athlètes qui participent ensuite à des rondes quarts de finale, demi-finales et finale. Dans chaque ronde, chaque groupe est composé de 6 fondeurs et seulement les deux premiers de chaque groupe accèdent à la ronde suivante (de même que les deux meilleurs temps de la ronde). En finale, les 6 fondeurs s'élancent pour la médaille d'or.

### Sprint par équipes
Une équipe de relais est composée de 2 fondeurs. Chaque fondeur effectue, à tour de rôle, trois fois le parcours de sprint (pour un total de 6 tours). Les 5 meilleures équipes de deux demi-finales pouvant accueillir entre 10 et 15 équipes, se retrouvent en finale. L'équipe gagnante est celle qui au terme des 6 tours franchit la ligne d'arrivée.

### Relais
Une équipe de relais est composée de 4 fondeurs. Chaque fondeur effectue une étape de 10 km chez les hommes et de 5 km chez les femmes. Les deux premières étapes du relais se parcourent en style classique et les deux autres en style libre. L'épreuve débute par un départ en ligne et le passage du relais est réalisé touchant un membre de leur équipe sans gêner ni arrêter les autres équipes. L'équipe gagnante est la première qui franchit la ligne d’arrivée, au terme de la quatrième et dernière étape.

### Épreuve individuelle
L'épreuve individuelle est une course contre la montre. Les fondeurs s'élancent dans la course à des intervalles de 30 secondes, les meilleurs fondeurs s'élancent en dernier. Le gagnant est celui ou celle ayant parcouru la distance de 15 km chez les hommes et de 10 km chez les femmes le plus rapidement.

### Départ groupé
Pour le départ de l'épreuve, les compétiteurs sont alignés en formation de flèche, les meilleurs étant placés à la pointe (départ groupé). Le gagnant est celui ou celle qui franchit la ligne d'arrivée en premier au terme de la course (50 km chez les hommes et 30 km chez les femmes).

## Calendrier
| Calendrier des épreuves de ski de fond | Calendrier des épreuves de ski de fond | Calendrier des épreuves de ski de fond | Calendrier des épreuves de ski de fond | Calendrier des épreuves de ski de fond | Calendrier des épreuves de ski de fond | Calendrier des épreuves de ski de fond | Calendrier des épreuves de ski de fond | Calendrier des épreuves de ski de fond | Calendrier des épreuves de ski de fond | Calendrier des épreuves de ski de fond | Calendrier des épreuves de ski de fond | Calendrier des épreuves de ski de fond | Calendrier des épreuves de ski de fond | Calendrier des épreuves de ski de fond | Calendrier des épreuves de ski de fond | Calendrier des épreuves de ski de fond | Calendrier des épreuves de ski de fond | Calendrier des épreuves de ski de fond |
| Février 2010                           | Février 2010                           | 12                                     | 13                                     | 14                                     | 15                                     | 16                                     | 17                                     | 18                                     | 19                                     | 20                                     | 21                                     | 22                                     | 23                                     | 24                                     | 25                                     | 26                                     | 27                                     | 28                                     |
| -------------------------------------- | -------------------------------------- | -------------------------------------- | -------------------------------------- | -------------------------------------- | -------------------------------------- | -------------------------------------- | -------------------------------------- | -------------------------------------- | -------------------------------------- | -------------------------------------- | -------------------------------------- | -------------------------------------- | -------------------------------------- | -------------------------------------- | -------------------------------------- | -------------------------------------- | -------------------------------------- | -------------------------------------- |
| Hommes                                 | La poursuite                           |                                        |                                        |                                        |                                        |                                        |                                        |                                        |                                        | F                                      |                                        |                                        |                                        |                                        |                                        |                                        |                                        |                                        |
| Hommes                                 | Sprint individuel                      |                                        |                                        |                                        |                                        |                                        | F                                      |                                        |                                        |                                        |                                        |                                        |                                        |                                        |                                        |                                        |                                        |                                        |
| Hommes                                 | Sprint par équipes                     |                                        |                                        |                                        |                                        |                                        |                                        |                                        |                                        |                                        |                                        | F                                      |                                        |                                        |                                        |                                        |                                        |                                        |
| Hommes                                 | Relais                                 |                                        |                                        |                                        |                                        |                                        |                                        |                                        |                                        |                                        |                                        |                                        |                                        | F                                      |                                        |                                        |                                        |                                        |
| Hommes                                 | Épreuve individuelle                   |                                        |                                        |                                        | F                                      |                                        |                                        |                                        |                                        |                                        |                                        |                                        |                                        |                                        |                                        |                                        |                                        |                                        |
| Hommes                                 | Départ groupé                          |                                        |                                        |                                        |                                        |                                        |                                        |                                        |                                        |                                        |                                        |                                        |                                        |                                        |                                        |                                        |                                        | F                                      |
| Femmes                                 | La poursuite                           |                                        |                                        |                                        |                                        |                                        |                                        |                                        | F                                      |                                        |                                        |                                        |                                        |                                        |                                        |                                        |                                        |                                        |
| Femmes                                 | Sprint individuel                      |                                        |                                        |                                        |                                        |                                        | F                                      |                                        |                                        |                                        |                                        |                                        |                                        |                                        |                                        |                                        |                                        |                                        |
| Femmes                                 | Sprint par équipes                     |                                        |                                        |                                        |                                        |                                        |                                        |                                        |                                        |                                        |                                        | F                                      |                                        |                                        |                                        |                                        |                                        |                                        |
| Femmes                                 | Relais                                 |                                        |                                        |                                        |                                        |                                        |                                        |                                        |                                        |                                        |                                        |                                        |                                        |                                        | F                                      |                                        |                                        |                                        |
| Femmes                                 | Épreuve individuelle                   |                                        |                                        |                                        | F                                      |                                        |                                        |                                        |                                        |                                        |                                        |                                        |                                        |                                        |                                        |                                        |                                        |                                        |
| Femmes                                 | Départ groupé                          |                                        |                                        |                                        |                                        |                                        |                                        |                                        |                                        |                                        |                                        |                                        |                                        |                                        |                                        |                                        | F                                      |                                        |

|  | Jour de l'épreuve |

## Médaillés

### Hommes
| Épreuves                               | Or                                                                    | Argent                                                                         | Bronze                                                              |
| -------------------------------------- | --------------------------------------------------------------------- | ------------------------------------------------------------------------------ | ------------------------------------------------------------------- |
| Poursuite 30 km résultats détaillés    | Marcus Hellner (SWE)                                                  | Tobias Angerer (GER)                                                           | Johan Olsson (SWE)                                                  |
| Sprint résultats détaillés             | Nikita Kriukov (RUS)                                                  | Alexander Panzhinskiy (RUS)                                                    | Petter Northug (NOR)                                                |
| Sprint par équipes résultats détaillés | Norvège Oeystein Pettersen Petter Northug                             | Allemagne Tim Tscharnke Axel Teichmann                                         | Russie Nikolaï Morilov Alexey Petukhov                              |
| Relais 4 × 10 km résultats détaillés   | Suède Daniel Richardsson Johan Olsson Anders Södergren Marcus Hellner | Norvège Martin Johnsrud Sundby Odd-Bjoern Hjelmeset Lars Berger Petter Northug | République tchèque Martin Jaks Lukáš Bauer Jiří Magál Martin Koukal |
| 15 km libre résultats détaillés        | Dario Cologna (SUI)                                                   | Pietro Piller Cottrer (ITA)                                                    | Lukáš Bauer (CZE)                                                   |
| 50 km classique résultats détaillés    | Petter Northug (NOR)                                                  | Axel Teichmann (GER)                                                           | Johan Olsson (SWE)                                                  |

### Femmes
| Épreuves                               | Or                                                                           | Argent                                                                         | Bronze                                                                         |
| -------------------------------------- | ---------------------------------------------------------------------------- | ------------------------------------------------------------------------------ | ------------------------------------------------------------------------------ |
| Poursuite 15 km résultats détaillés    | Marit Bjørgen (NOR)                                                          | Anna Haag (SWE)                                                                | Justyna Kowalczyk (POL)                                                        |
| Sprint résultats détaillés             | Marit Bjørgen (NOR)                                                          | Justyna Kowalczyk (POL)                                                        | Petra Majdic (SLO)                                                             |
| Sprint par équipes résultats détaillés | Allemagne Evi Sachenbacher-Stehle Claudia Nystad                             | Suède Charlotte Kalla Anna Haag                                                | Russie Irina Khazova Natalia Korosteleva                                       |
| Relais 4 × 5 km résultats détaillés    | Norvège Vibeke Skofterud Therese Johaug Kristin Størmer Steira Marit Bjørgen | Allemagne Evi Sachenbacher-Stehle Katrin Zeller Claudia Nystad Miriam Goessner | Finlande Pirjo Muranen Virpi Kuitunen Riitta-Liisa Roponen Aino-Kaisa Saarinen |
| 10 km libre résultats détaillés        | Charlotte Kalla (SWE)                                                        | Kristina Smigun (EST)                                                          | Marit Bjørgen (NOR)                                                            |
| 30 km classique résultats détaillés    | Justyna Kowalczyk (POL)                                                      | Marit Bjørgen (NOR)                                                            | Aino-Kaisa Saarinen (FIN)                                                      |

## Résultats détaillés

### Hommes

#### Poursuite30km
| Place | Nation             | Athlète          | Temps             |
| ----- | ------------------ | ---------------- | ----------------- |
| 1er   | Suède              | Marcus Hellner   | 1 h 15 min 11 s 4 |
| 2e    | Allemagne          | Tobias Angerer   | 1 h 15 min 13 s 5 |
| 3e    | Suède              | Johan Olsson     | 1 h 15 min 14 s 2 |
| 4e    | Russie             | Alexander Legkov | 1 h 15 min 15 s 4 |
| 5e    | Canada             | Ivan Babikov     | 1 h 15 min 20 s 5 |
| 6e    | Allemagne          | Jens Filbrich    | 1 h 15 min 25 s 0 |
| 7e    | République tchèque | Lukáš Bauer      | 1 h 15 min 25 s 2 |
| 8e    | Canada             | George Grey      | 1 h 15 min 32 s 0 |

#### 15kmlibre
| Place | Nation             | Athlète               | Temps         |
| ----- | ------------------ | --------------------- | ------------- |
| 1er   | Suisse             | Dario Cologna         | 33 min 36 s 3 |
| 2e    | Italie             | Pietro Piller Cottrer | 34 min 00 s 9 |
| 3e    | République tchèque | Lukáš Bauer           | 34 min 12 s 0 |
| 4e    | Suède              | Marcus Hellner        | 34 min 13 s 5 |
| 5e    | France             | Vincent Vittoz        | 34 min 16 s 2 |
| 6e    | France             | Maurice Manificat     | 34 min 27 s 4 |
| 7e    | Allemagne          | Tobias Angerer        | 34 min 28 s 5 |
| 8e    | Canada             | Ivan Babikov          | 34 min 30 s 5 |

#### Sprint
| Place | Nation     | Athlète                  | Temps          |
| ----- | ---------- | ------------------------ | -------------- |
| 1er   | Russie     | Nikita Kriukov           | 3 min 36 s 3   |
| 2e    | Russie     | Alexander Panzhinskiy    | +0 s 0         |
| 3e    | Norvège    | Petter Northug           | +9 s 2         |
| 4e    | Norvège    | Ola Vigen Hattestad      | +13 s 7        |
| 5e    | Kazakhstan | Alexey Poltaranin        | +18 s 1        |
| 6e    | Norvège    | Oeystein Pettersen       | +1 min 19 s 9  |
| 7e    | Suède      | Emil Joensson            | Demi-finaliste |
| 8e    | Russie     | Mikhail Jun. Devjatiarov | Demi-finaliste |

#### 50 km classique
| Place | Nation    | Athlète            | Temps             |
| ----- | --------- | ------------------ | ----------------- |
| 1er   | Norvège   | Petter Northug     | 2 h 05 min 35 s 5 |
| 2e    | Allemagne | Axel Teichmann     | +0 s 3            |
| 3e    | Suède     | Johan Olsson       | +1 s 0            |
| 4e    | Allemagne | Tobias Angerer     | +1 s 5            |
| 5e    | Canada    | Devon Kershaw      | +1 s 6            |
| 6e    | Estonie   | Andrus Veerpalu    | +6 s 1            |
| 7e    | Suède     | Daniel Richardsson | +9 s 7            |
| 8e    | Russie    | Maxim Vylegzhanin  | +10 s 9           |

#### Sprint par équipes
| Place | Nation             | Athlète                            | Temps         |
| ----- | ------------------ | ---------------------------------- | ------------- |
| 1er   | Norvège            | Oeystein Pettersen Petter Northug  | 19 min 01 s 0 |
| 2e    | Allemagne          | Tim Tscharnke Axel Teichmann       | 19 min 02 s 3 |
| 3e    | Russie             | Nikolaï Morilov Alexey Petukhov    | 19 min 02 s 5 |
| 4e    | Canada             | Devon Kershaw Alex Harvey          | 19 min 07 s 3 |
| 5e    | Kazakhstan         | Nikolay Chebotko Alexey Poltaranin | 19 min 07 s 5 |
| 6e    | République tchèque | Dusan Kozisek Martin Koukal        | 19 min 13 s 8 |
| 7e    | France             | Vincent Vittoz Cyril Miranda       | 19 min 18 s 7 |
| 8e    | Italie             | Cristian Zorzi Renato Pasini       | 19 min 21 s 1 |

#### Relais 4 ×10km
| Place | Nation             | Athlète                                                                | Temps             |
| ----- | ------------------ | ---------------------------------------------------------------------- | ----------------- |
| 1er   | Suède              | Daniel Richardsson Johan Olsson Anders Södergren Marcus Hellner        | 1 h 45 min 05 s 4 |
| 2e    | Norvège            | Martin Johnsrud Sundby Odd-Bjoern Hjelmeset Lars Berger Petter Northug | 1 h 45 min 21 s 3 |
| 3e    | République tchèque | Martin Jaks Lukáš Bauer Jiří Magál Martin Koukal                       | 1 h 45 min 21 s 9 |
| 4e    | France             | Jean-Marc Gaillard Vincent Vittoz Maurice Manificat Emmanuel Jonnier   | 1 h 45 min 26 s 3 |
| 5e    | Finlande           | Sami Jauhojärvi Matti Heikkinen Teemu Kattilakoski Ville Nousiainen    | 1 h 45 min 30 s 3 |
| 6e    | Allemagne          | Jens Filbrich Axel Teichmann Rene Sommerfeldt Tobias Angerer           | 1 h 45 min 49 s 4 |
| 7e    | Canada             | Devon Kershaw Alex Harvey Ivan Babikov George Grey                     | 1 h 47 min 03 s 2 |
| 8e    | Russie             | Nikolaï Pankratov Petr Sedov Alexander Legkov Maxim Vylegzhanin        | 1 h 47 min 04 s 7 |

### Femmes

#### Poursuite15km
| Place | Nation   | Athlète                | Temps         |
| ----- | -------- | ---------------------- | ------------- |
| 1er   | Norvège  | Marit Bjørgen          | 39 min 58 s 1 |
| 2e    | Suède    | Anna Haag              | 40 min 07 s 0 |
| 3e    | Pologne  | Justyna Kowalczyk      | 40 min 07 s 4 |
| 4e    | Norvège  | Kristin Størmer Steira | 40 min 07 s 5 |
| 5e    | Finlande | Aino-Kaisa Saarinen    | 40 min 40 s 6 |
| 6e    | Norvège  | Therese Johaug         | 40 min 50 s 0 |
| 7e    | Italie   | Marianna Longa         | 41 min 02 s 2 |
| 8e    | Suède    | Charlotte Kalla        | 41 min 18 s 5 |

#### 10kmlibre
| Place | Nation   | Athlète                | Temps         |
| ----- | -------- | ---------------------- | ------------- |
| 1er   | Suède    | Charlotte Kalla        | 24 min 58 s 4 |
| 2e    | Estonie  | Kristina Smigun        | 25 min 05 s 5 |
| 3e    | Norvège  | Marit Bjørgen          | 25 min 14 s 3 |
| 4e    | Suède    | Anna Haag              | 25 min 19 s 3 |
| 5e    | Pologne  | Justyna Kowalczyk      | 25 min 20 s 1 |
| 6e    | Finlande | Riitta-Liisa Roponen   | 25 min 24 s 3 |
| 7e    | Russie   | Evgenia Medvedeva      | 25 min 26 s 5 |
| 8e    | Norvège  | Kristin Størmer Steira | 25 min 50 s 5 |

#### Sprint
| Place | Nation     | Athlète                    | Temps          |
| ----- | ---------- | -------------------------- | -------------- |
| 1er   | Norvège    | Marit Bjørgen              | 3 min 39 s 2   |
| 2e    | Pologne    | Justyna Kowalczyk          | +1 s 1         |
| 3e    | Slovénie   | Petra Majdic               | +1 s 8         |
| 4e    | Suède      | Anna Olsson                | +2 s 5         |
| 5e    | Italie     | Magda Genuin               | +9 s 9         |
| 6e    | Norvège    | Celine Brun-Lie            | +12 s 3        |
| 7e    | Norvège    | Astrid Uhrenholdt Jacobsen | Demi-finaliste |
| 8e    | États-Unis | Kikkan Randall             | Demi-finaliste |

#### 30kmclassique
| Place | Nation    | Athlète                 | Temps             |
| ----- | --------- | ----------------------- | ----------------- |
| 1er   | Pologne   | Justyna Kowalczyk       | 1 h 30 min 33 s 7 |
| 2e    | Norvège   | Marit Bjørgen           | 1 h 30 min 34 s 0 |
| 3e    | Finlande  | Aino-Kaisa Saarinen     | 1 h 31 min 38 s 7 |
| 4e    | Allemagne | Evi Sachenbacher-Stehle | 1 h 31 min 52 s 9 |
| 5e    | Japon     | Masako Ishida           | 1 h 31 min 56 s 5 |
| 6e    | Suède     | Charlotte Kalla         | 1 h 31 min 57 s 6 |
| 7e    | Norvège   | Therese Johaug          | 1 h 32 min 01 s 3 |
| 8e    | Norvège   | Kristin Størmer Steira  | 1 h 32 min 04 s 4 |

#### Sprint par équipes
| Place | Nation     | Athlète                                    | Temps         |
| ----- | ---------- | ------------------------------------------ | ------------- |
| 1er   | Allemagne  | Evi Sachenbacher-Stehle Claudia Nystad     | 18 min 03 s 7 |
| 2e    | Suède      | Charlotte Kalla Anna Haag                  | 18 min 04 s 3 |
| 3e    | Russie     | Irina Khazova Natalia Korosteleva          | 18 min 07 s 7 |
| 4e    | Italie     | Magda Genuin Arianna Follis                | 18 min 14 s 2 |
| 5e    | Norvège    | Astrid Uhrenholdt Jacobsen Celine Brun-Lie | 18 min 32 s 8 |
| 6e    | États-Unis | Caitlin Compton Kikkan Randall             | 18 min 51 s 6 |
| 7e    | Canada     | Daria Gaiazova Sara Renner                 | 18 min 51 s 8 |
| 8e    | Finlande   | Riitta-Liisa Roponen Riikka Sarasoja       | 18 min 56 s 6 |

#### Relais 4 × 5 km
| Place | Nation    | Athlète                                                               | Temps         |
| ----- | --------- | --------------------------------------------------------------------- | ------------- |
| 1er   | Norvège   | Vibeke Skofterud Therese Johaug Kristin Størmer Steira Marit Bjørgen  | 55 min 19 s 5 |
| 2e    | Allemagne | Katrin Zeller Evi Sachenbacher-Stehle Miriam Gössner Claudia Nystad   | 55 min 44 s 1 |
| 3e    | Finlande  | Pirjo Muranen Virpi Kuitunen Riitta-Liisa Roponen Aino-Kaisa Saarinen | 55 min 49 s 9 |
| 4e    | Italie    | Arianna Follis Marianna Longa Silvia Rupil Sabina Valbusa             | 56 min 04 s 9 |
| 5e    | Suède     | Anna Olsson Magdalena Pajala Charlotte Kalla Ida Ingemarsdotter       | 56 min 18 s 9 |
| 6e    | Pologne   | Kornelia Marek Justyna Kowalczyk Paulina Maciuszek Sylwia Jaskowiec   | 56 min 29 s 4 |
| 7e    | France    | Aurore Cuinet Karine Laurent-Philippot Célia Bourgeois Cécile Storti  | 56 min 30 s 6 |
| 8e    | Russie    | Olga Savialova Irina Khazova Evgenia Medvedeva Natalia Korosteleva    | 57 min 00 s 9 |

## Tableau des médailles
| Rang  | Nation             | Or | Argent | Bronze | Total |
| ----- | ------------------ | -- | ------ | ------ | ----- |
| 1     | Norvège            | 5  | 2      | 2      | 9     |
| 2     | Suède              | 3  | 2      | 2      | 7     |
| 3     | Allemagne          | 1  | 4      | 0      | 5     |
| 4     | Russie             | 1  | 1      | 2      | 4     |
| 5     | Pologne            | 1  | 1      | 1      | 3     |
| 6     | Suisse             | 1  | 0      | 0      | 1     |
| 7     | Estonie            | 0  | 1      | 0      | 1     |
| 7     | Italie             | 0  | 1      | 0      | 1     |
| 9     | République tchèque | 0  | 0      | 2      | 2     |
| 9     | Finlande           | 0  | 0      | 2      | 2     |
| 11    | Slovénie           | 0  | 0      | 1      | 1     |
| Total | Total              | 12 | 12     | 12     | 36    |